# Кубок содружества Эскобара—Хероны

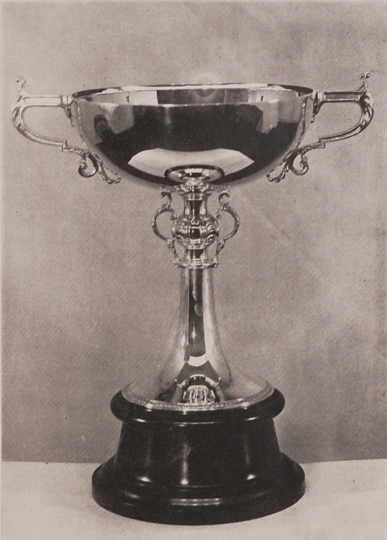
Вручавшийся кубок

Кубок cодружества Экскобара—Хероны (исп. Copa de Confraternidad Escobar-Gerona) — футбольное соревнование, проводившееся в 1940-х годах между клубами Уругвая и Аргентины. В нём принимали участие команды, занявшие в своём национальном чемпионате вторые места. Турнир проводился одновременно с Кубком Альдао. Турнир был спонсирован Рамиро Хоуаном и назван именами Адриана Эскобара и Эктора Хероны, президентами футбольных ассоциаций Аргентины и Уругвая.

## Игры
| 1941 | 29 марта 1942   | Сентенарио, Уругвай  | Сан-Лоренсо  | 2-1 | Пеньяроль    |
| 1942 | 25 августа 1943 | Сентенарио, Уругвай  | Пеньяроль    | 2-1 | Сан-Лоренсо  |
| 1945 | 5 декабря 1945  | Гасометро, Аргентина | Насьональ    | 2-1 | Бока Хуниорс |
| 1945 | 22 декабря 1945 | Сентенарио, Уругвай  | Бока Хуниорс | 3-2 | Насьональ    |
| 1946 | 21 декабря 1946 | Сентенарио, Уругвай  | Бока Хуниорс | 3-2 | Пеньяроль    |
| 1946 | 28 декабря 1946 | Гасометро, Аргентина | Бока Хуниорс | 6-3 | Пеньяроль    |